# Computergehäuse
Ein Computer- bzw. Rechnergehäuse dient dazu, alle Komponenten eines Computers in sich aufzunehmen, damit diese nicht ungeschützt äußeren Einflüssen (wie Schmutz, Wasser, Elektrizität, Druck etc.) ausgesetzt sind.
Außerdem soll ein Computergehäuse die Abschirmung der Komponenten zum Schutz der Umgebung sowie die Kühlung wichtiger Bauteile des Computers, etwa des Hauptprozessors (CPU) und der Festplatten, durch entsprechende Lüfter (z. Bsp. Prozessorkühler) sicherstellen. Deshalb bestehen Computergehäuse in der Regel aus galvanisch verzinktem Metall (SECC: Steel, electrogalvanized, cold-rolled, coil), seltener aus feuerverzinktem oder anderweitig beschichteten Stahlblech oder Aluminium. Da der Netzteillüfter bei leistungsstärkeren PCs nicht mehr ausreicht, haben viele Gehäuse Halterungen zur Installation zusätzlicher Lüfter in gängige Rahmenbreiten zwischen 60 mm und 140 mm.

## Formfaktor

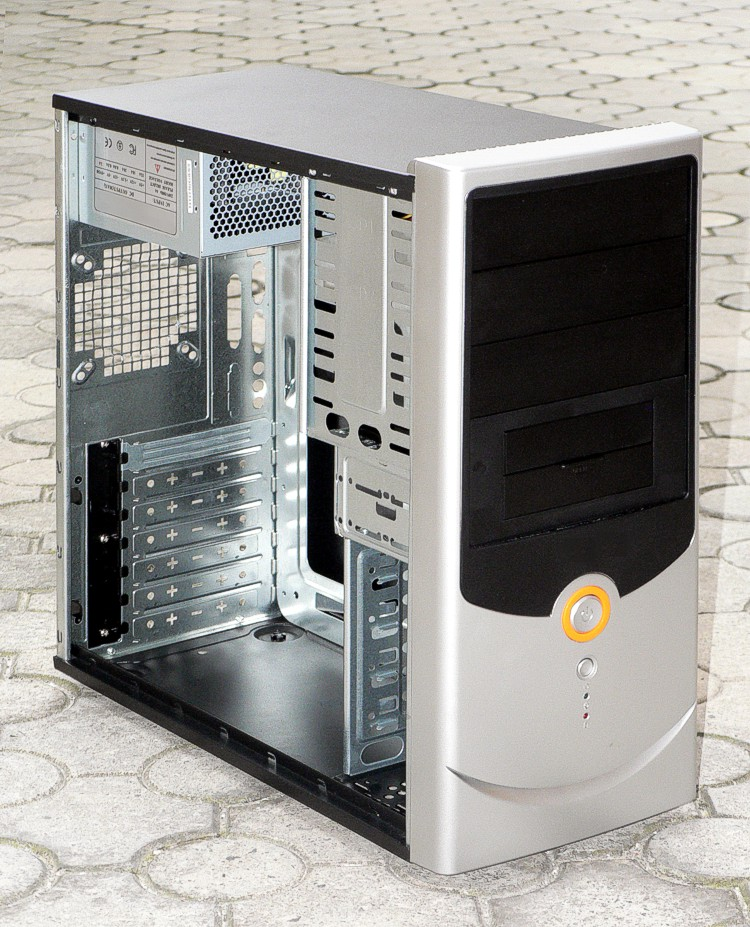
Ein „Tower“-Gehäuse im Midi-Format
(mit eingebautem Netzteil)

Es wird zwischen verschiedenen Formfaktoren von Gehäusen unterschieden. Im Consumerbereich sind dabei ATX und auch Micro-ATX üblich, vorübergehend auch BTX (fast ausschließlich in Fertig-PCs verwendet), früher XT, AT (Vorläufer von ATX) und Baby-AT. Für kleine Gehäuse gibt es das ITX-Format. Diese unterscheiden sich in den darin passenden standardisierten Komponenten. Primär ist dies die Hauptplatine, gefolgt vom PC-Netzteil sowie den Formaten und der Anordnung optionaler Komponenten wie Laufwerken. Einige Spezifikationen und Abmessungen von Befestigungen haben eine Reihe der Formate gemeinsam. Beim Low Profile unterscheidet sich die Höhe des Slotkäfigs und der dafür passenden Steckkarten.

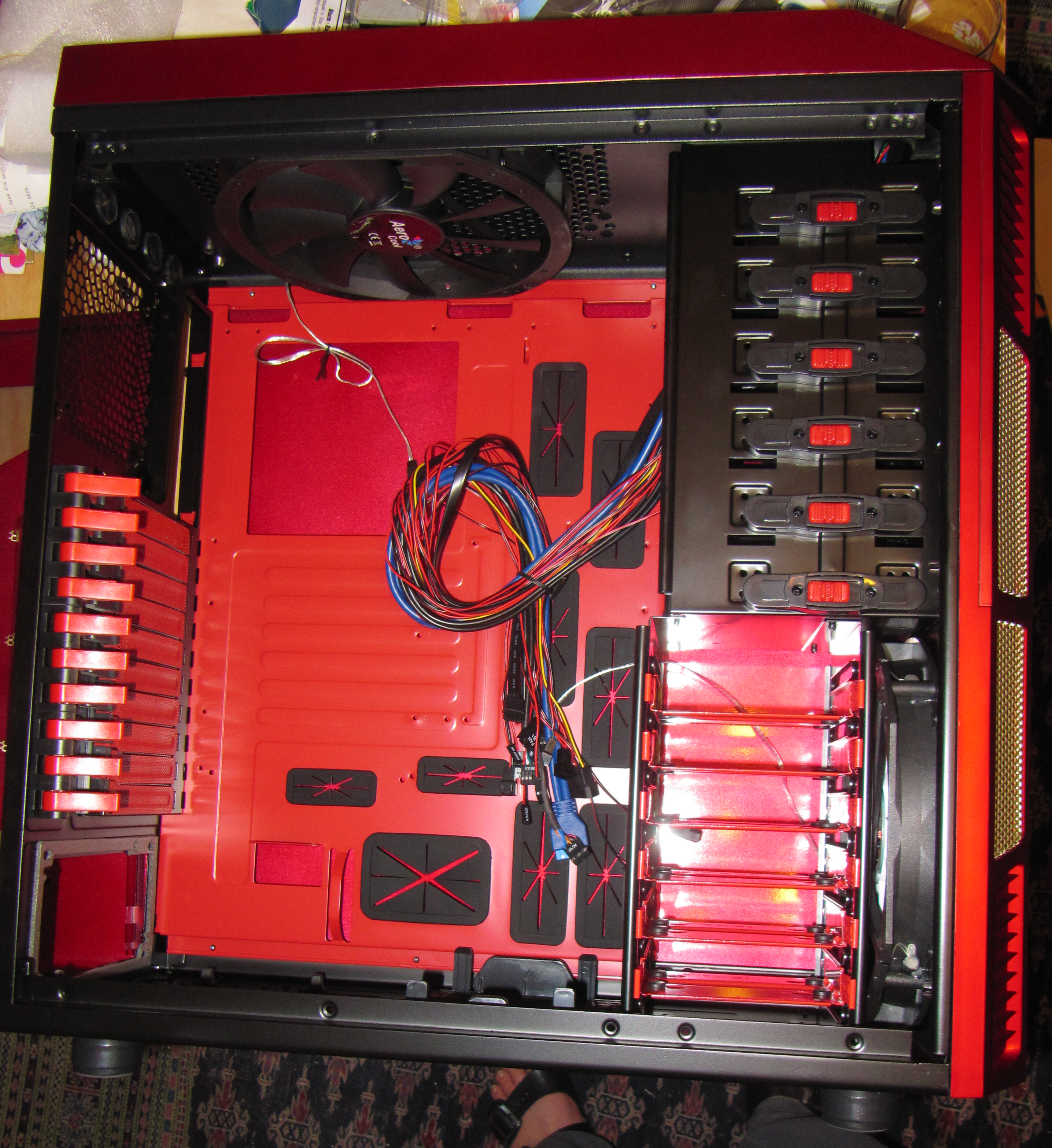
Ein Full-Tower-Gaming-Gehäuse

Trotz der vorgegebenen Größen der Komponenten unterscheiden sich die Bauformen von Computergehäusen teilweise erheblich. So gibt es beispielsweise große, hochformatige Big/Full-Tower, etwas niedrigere Midi-Tower, flache Desktop-Gehäuse, bis hin zur annähernd pizzaschachtelgroßen Pizza Box, die heute jedoch hauptsächlich im professionellen Umfeld als Workstation oder Server  (meist in 19-Zoll-Rackbauweise) verwendet wird. Eine Ausnahme bildeten da u. a. die Apple Macintosh LC und LC II, die für den Heimanwender konzipiert waren. Die heute aktuellen Apple-Mac-mini- und Nettop-Computer und andere Small-Form-Factor-PCs haben teils ITX-Format oder noch kleinere herstellerspezifische Gehäuse, können aber auch nur mit besonders kleinen Hauptplatinen und Netzteilen sowie weniger und von der Bauform her kleineren Komponenten bestückt werden.

## Laufwerkseinschübe

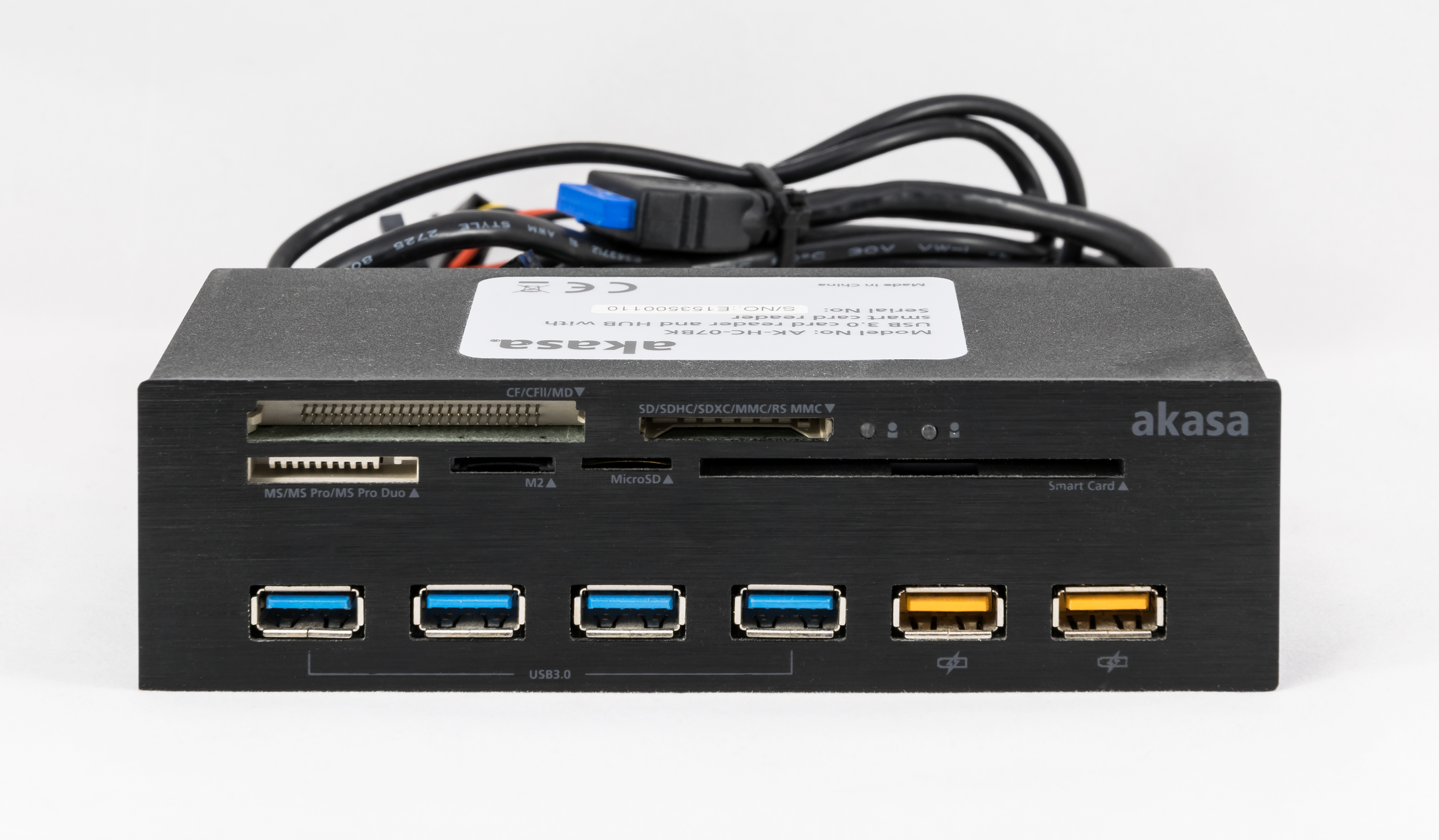
Zusätzliche Frontanschlussblende für einen ″-Einschub mit Anschlüssen für USB und Speicherkartenlesegerät

Ein PC-Gehäuse hat in der Regel mehrere Laufwerkseinschübe (auch Laufwerksschächte genannt). Diese sind nach der Größe ihrer Medien benannt, obwohl sie selbst eigentlich größer sind. Man unterscheidet interne und extern zugängliche Schächte. In Auslieferungszustand eines einzeln verkauften Gehäuses sind die Einschübe mit einer Blende verschlossen, sodass externe Schächte wie interne verwendet werden können. Die folgende Tabelle listet übliche Schachtgrößen und ihre Anwendungen (veraltete sind kursiv gesetzt):
| Bezeichnung          | Tatsächliche Größe | Tatsächliche Größe | Interne Anwendungen         | Extern zugängliche Anwendungen                                                                             |
| -------------------- | ------------------ | ------------------ | --------------------------- | --- |
| 2 1⁄2″               | 2,75×≤0,75″        | 70×≤19 mm          | - SSD - Notebook-Festplatte | — |
| 3 1⁄2″               | 4×1″               | 102×25 mm          | - Festplatte                | - Diskettenlaufwerk - zusätzliche Frontanschlussblende                                                     |
| 5 1⁄4″ (half-height) | 5,75×1,625″        | 146×41 mm          | - Festplatte                | - Bandlaufwerk - Diskettenlaufwerk - optisches Laufwerk - Wechselrahmen - zusätzliche Frontanschlussblende |
| SlimLine             |                    | 128×12,7 mm        | —                           | - optisches Laufwerk                                                                                       |
| UltraSlim            |                    | 128×9,5 mm         | —                           | - optisches Laufwerk                                                                                       |

Die Höhe von 2 1⁄2″-Geräten und variiert stark, ebenso die von Schächten. Oben angegeben ist die Maximalhöhe.
Es gibt grundsätzlich Einbaurahmen von größeren auf (soweit physisch machbar, oft mehrere) kleinere Einschübe. SlimLine- und UltraSlim-Schächte gibt es bei stationären PCs in der Regel nicht von sich aus, da sie aus dem Notebook-Segment kommen. Es gibt aber Einbaurahmen.

## Rückseite und Anschlüsse
Auf der Rückseite finden sich Aussparungen für die Anschlüsse aller Arten von Steckkarten, deren Bussysteme (PCI-Express, PCI; früher: AGP, ISA, EISA, VESA Local Bus, Micro Channel (MCA) und andere) von der Hauptplatine bereitgestellt werden. Außerdem gibt es ein Fenster für das Netzteil und eines, das mit dem zur Hauptplatine gehörenden I/O-Shield verschlossen wird. Letzteres enthält die herausgeführten Anschlüsse der Hauptplatine (USB, Netzwerk, Audio, Bildschirm). Weitere Anschlüsse befinden sich vorne am PC (i. d. R. Köpfhörer, Mikrofon und 2× USB), welche mit Stiftleisten auf dem Mainboard verbunden werden. Weitere solcher Frontblenden können wie oben erwähnt in Laufwerkseinschübe eingebaut werden, sofern noch Stiftleisten auf dem Mainboard frei sind. Zwei LEDs an der Vorderseite zeigen an, ob das Gerät eingeschaltet ist und ob ein Massenspeicherzugriff erfolgt. Die Rückseite hat oft die Möglichkeit, einen Lüfter zu montieren. Die häufigste Größe hier ist 80 × 80 mm.
In den frühen 1990er Jahren war in vielen Gehäusen vorne eine mehrstellige Segmentanzeige eingebaut, die die Taktfrequenz des Rechners anzeigte. Der Wert der Anzeige wurde allerdings manuell per Jumper festgelegt. Die Taktfrequenz und Anzeige konnte meist auch im laufenden Betrieb mit der Turbo-Taste geändert werden.

## Seitenteile
Das Gehäuse ist durch meist abnehmbare Seitenwände verschlossen. Für den Zu- oder Abluftstrom des Prozessorkühlers und der Grafikkarte besitzen diese Lüftungsschlitze. Oft ist nur das von vorne linke Seitenteil entfernbar und mit Lüftungsschlitzen versehen, da sich rechts die Rückwand mit dem Mainboard befindet. Eine Modeerscheinung ist das Case-Modding, bei dem das Computergehäuse individuell gestaltet wird. Bei Towergehäusen ist das linke Seitenfenster dann meist mit einem Fenster aus Acrylglas versehen.

## Schrauben und Gewinde
Bei Computergehäusen werden genormte und für die Anwendung standardisierte Schrauben benutzt und mitgeliefert.
An PC-Gehäusen, PC-Netzteilen und 3½"-Festplatten sind Gewinde für 6-32-Zollmaß-Schrauben nach dem Unified Thread Standard geschnitten. Bei auf Produktionskosten optimierten Gehäusen müssen die Gewinde erst durch Eindrehen der Schrauben in weichere Bleche geschnitten werden.
Diskettenlaufwerke, CD- und DVD-Laufwerke (außer Slimline-Laufwerke für Notebooks, Nettops u. ä.) haben metrische M3-Gewinde. Für die Bolzen oder Halteklammern für die Hauptplatine sowie für die Steckkarten werden von Gehäuse zu Gehäuse unterschiedliche M3- oder 6-32er-Schrauben benutzt. Auch schraubenlose Montage findet vereinzelt Anwendung. Die bei D-Sub-Steckern eingesetzten 4-40er-Schrauben kommen nicht direkt am Gehäuse vor. Lüfter werden mit speziellen selbstschneidenden Schrauben oder Lüfter-Entkopplern montiert.

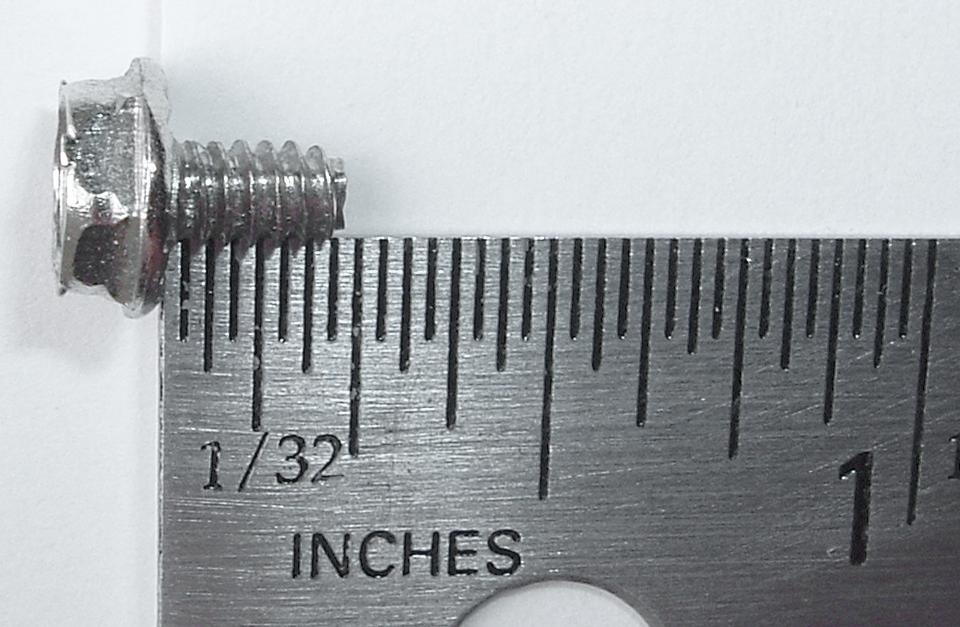
6-32er-Schraube
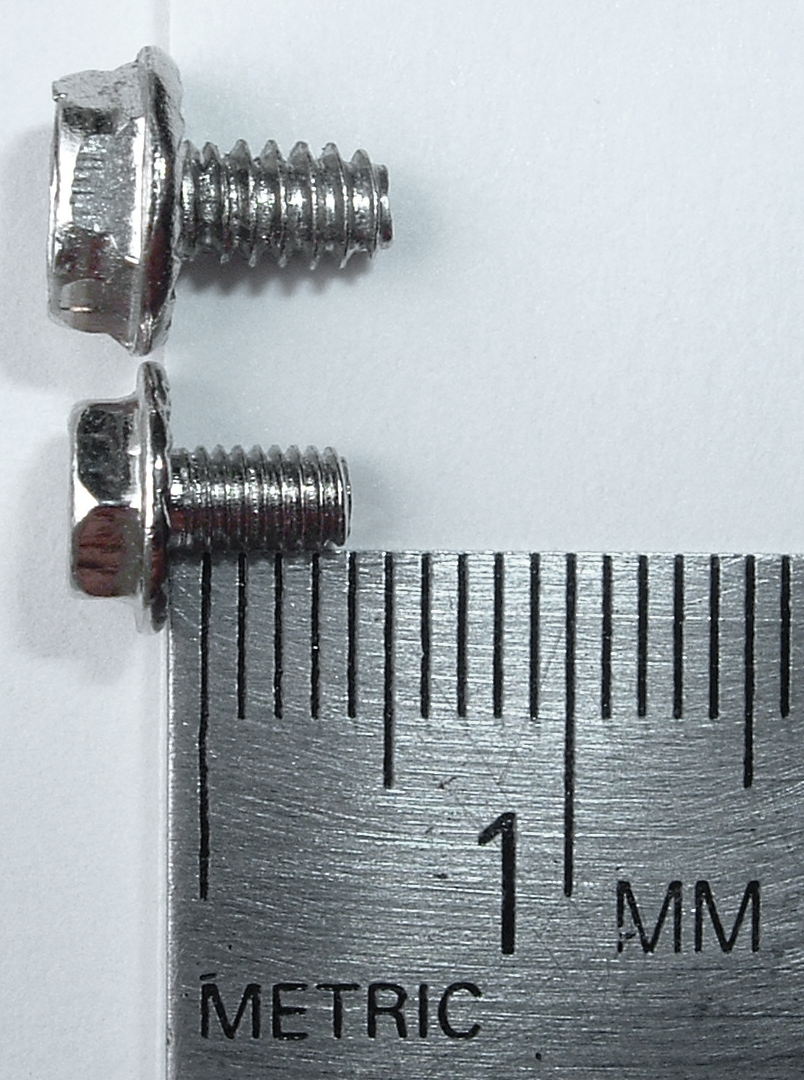
6-32er- und M3-Schraube
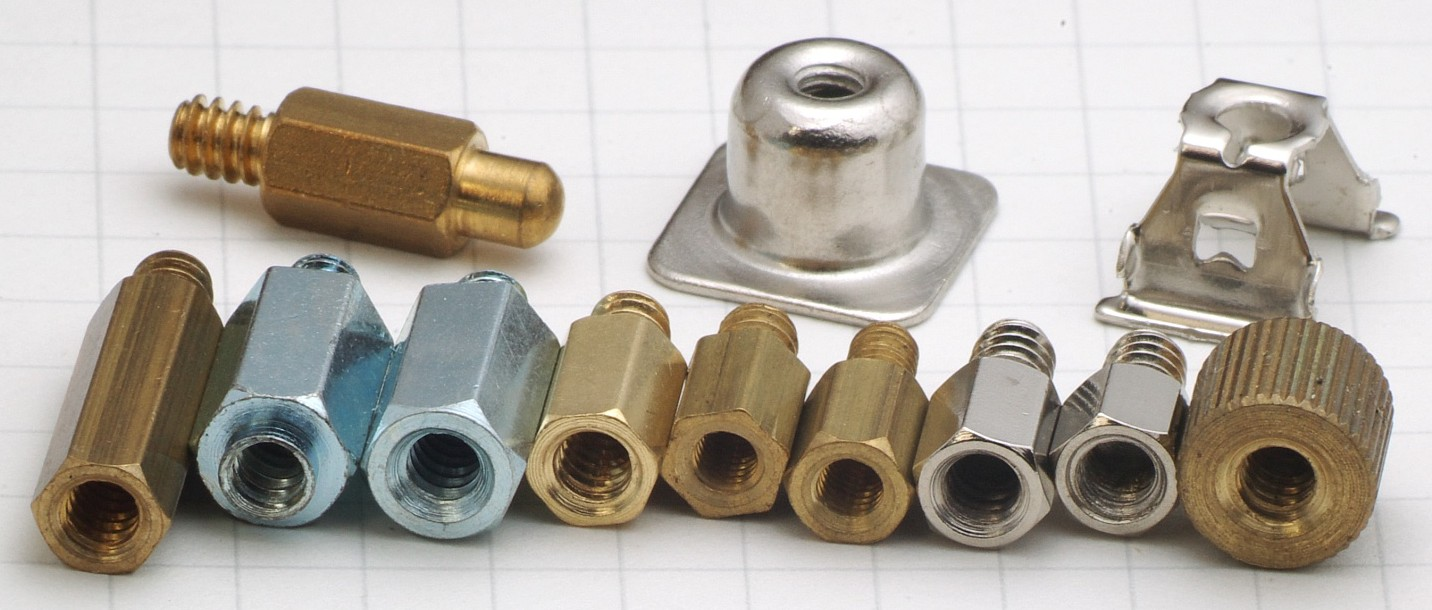
Verschiedenes gehäusespezifisches Montagematerial für Hauptplatinen
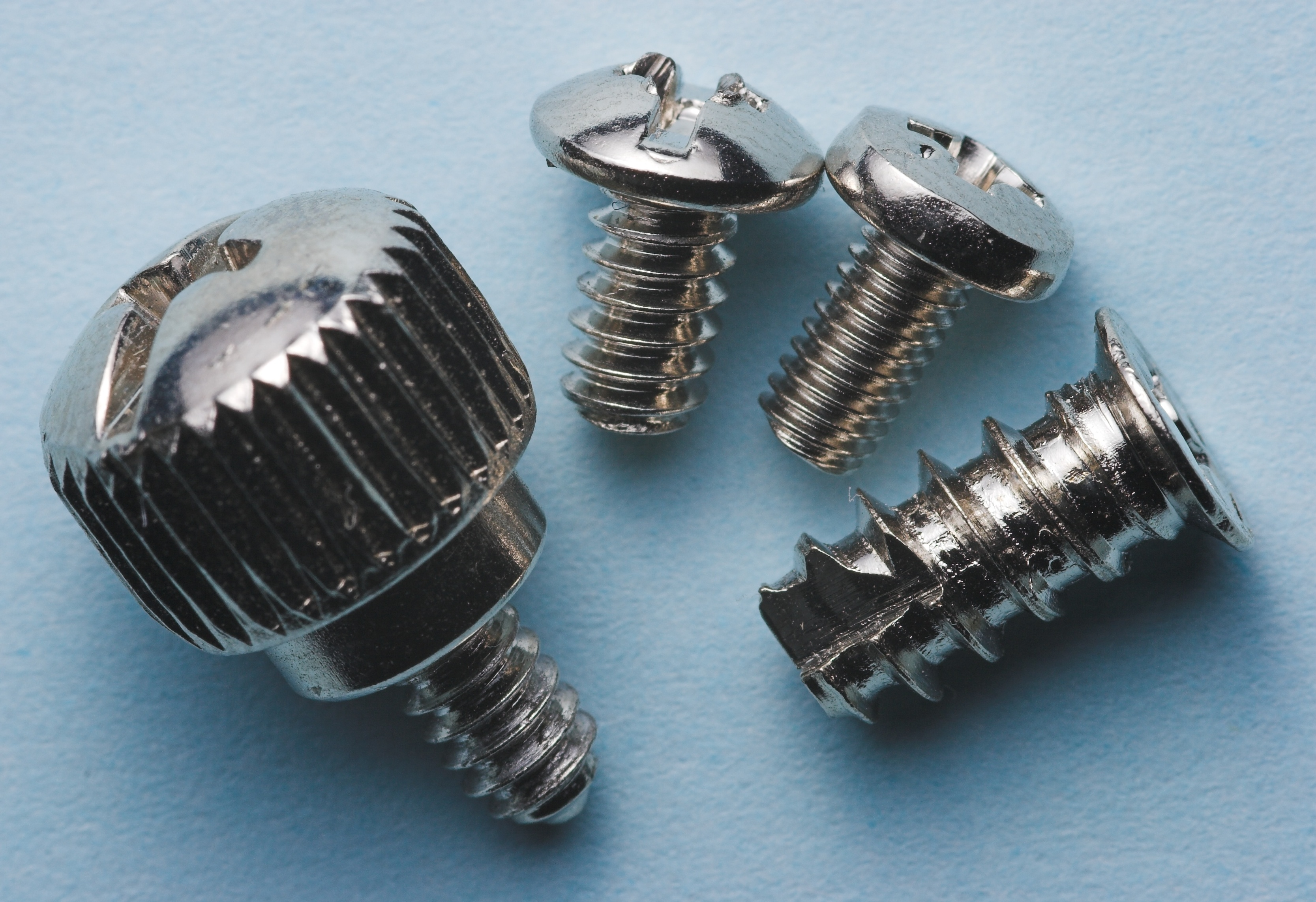
PC-Schrauben, darunter 6-32er-Rändelschraube und Schraube für Lüfter (rechts)